# Margaritzenstausee
Margaritzenstausee är en sjö i Österrike.   Den ligger i förbundslandet Kärnten, i den centrala delen av landet, 300 km väster om huvudstaden Wien. Margaritzenstausee ligger 1 958 meter över havet.
Trakten runt Margaritzenstausee består i huvudsak av gräsmarker. Runt Margaritzenstausee är det ganska glesbefolkat, med 29 invånare per kvadratkilometer.